# بيركارات (آراغاتسوتن)
مدينة بيركارات (بالإنجليزية: Berkarat)‏ هي إحدى المدن التابعة لمقاطعة آراغاتسوتن في أرمينيا. يقدر عدد سكانها بـ 1066 نسمة حسب الإحصاء الذي جرى عام 2011.